# Rangel Gerovski
Rangel Gerovski, född den 15 januari 1959 i Karlovo i Bulgarien, död 26 april 2004 i Sofia var en bulgarisk brottare som tog OS-silver i supertungviktsbrottning i den grekisk-romerska klassen 1988 i Seoul.